# Thalassodromeus sethi
Thalassodromeus (il cui nome significa "corridore del mare") è un genere estinto di pterosauro thalassodromino vissuto nel Cretaceo inferiore, circa 110 milioni di anni fa (Albiano), in quello che oggi è il Brasile. Il genere contiene una singola specie T. sethi, specie eretta sulla base di un cranio frammentato, scoperto nel 1983 nel bacino di Araripe, nel nord-est del Brasile, che venne raccolto a pezzi. Nel 2002, il cranio venne eletto come esemplare olotipo di Thalassodromeus sethi dai paleontologi Alexander Kellner e Diogenes de Almeida Campos. Il nome del genere, Thalassodromeus, significa "corridore del mare" (in riferimento al suo presunto stile di caccia simile ai becco ai cesoia), mentre il nome della specie, sethi, fa riferimento al dio egizio Seth in riferimento alla grande cresta dell'animale che ricorda la corona del dio, sebbene altri studiosi abbiano fatto notare come la cresta dell'animale somigliasse di più alla corona di Amon. Una punta della mascella assegnata a T. sethi nel 2005, divenne la base di un nuovo genere, Banguela, nel 2014 per poi essere nuovamente assegnata a Thalassodromeus come una nuova specie, T. oberlii, nel 2018. Un'altra specie (T. sebesensis) venne descritta nel 2015 sulla base di un presunto frammento di cresta, che in seguito si rivelò essere una parte di un guscio di tartaruga.
Thalassodromeus presenta uno dei crani più grandi conosciuti tra gli pterosauri, lungo circa 1,42 metri, con una delle creste craniche proporzionalmente più grandi di qualsiasi altro vertebrato conosciuto. Sebbene sia noto solo per il cranio, si stima che l'animale avesse un'apertura alare di 4,2-4,5 metri. La cresta era di costituzione leggera e correva dalla punta della mandibola estendendosi ben oltre la parte posteriore del cranio, terminando una tacca a forma di V al suo apice. Le fauci erano prive di denti ed il becco aveva bordi affilati. Il cranio presentava delle grandi finestre nasoantorbitali (apertura che univano la finestra antorbitale davanti all'occhio con la narice ossea) e parte del suo palato era concavo. La mandibola era simile a una lama e potrebbe essere stata leggermente rivolta verso l'alto. Il parente più stretto di Thalassodromeus era Tupuxuara; entrambi sono raggruppati in un clade che è stato collocato all'interno di Tapejaridae (come sottofamiglia Thalassodrominae) o all'interno di Neoazhdarchia (come famiglia Thalassodromidae), in base all'analisi filogenetica corrente.
Sono state suggerite diverse teorie per spiegare la funzione della cresta di Thalassodromeus, incluse la termoregolazione e l'attrazione visiva, ma probabilmente aveva più di una funzione. Le creste dei thalassodromidi sembrano svilupparsi tardi nella crescita dell'animale (probabilmente correlata alla maturità sessuale) e potrebbero essere state sessualmente dimorfiche (diverse a seconda del sesso). Come suggerisce il nome del genere, in origine si pensava che Thalassodromeus si nutrisse come un moderno becco a cesoia, volando sulla superficie dell'acqua e immergendo le mandibola per catturare la preda. Questa idea è stata successivamente criticata per mancanza di prove; Da allora, si è scoperto che Thalassodromeus aveva una muscolatura della fauci notevole e potrebbe essere stato in grado di uccidere e divorare prede relativamente grandi muovendosi a terra. Le proporzioni degli arti di specie affini indicano che questo animale potrebbe essersi adattato a volare nell'entroterra e sarebbe stato piuttosto efficiente nei movimenti a terra. Thalassodromeus è noto dalla Formazione Romualdo, dove coesisteva con diverse specie di pterosauri, dinosauri e altri animali.

## Storia della scoperta

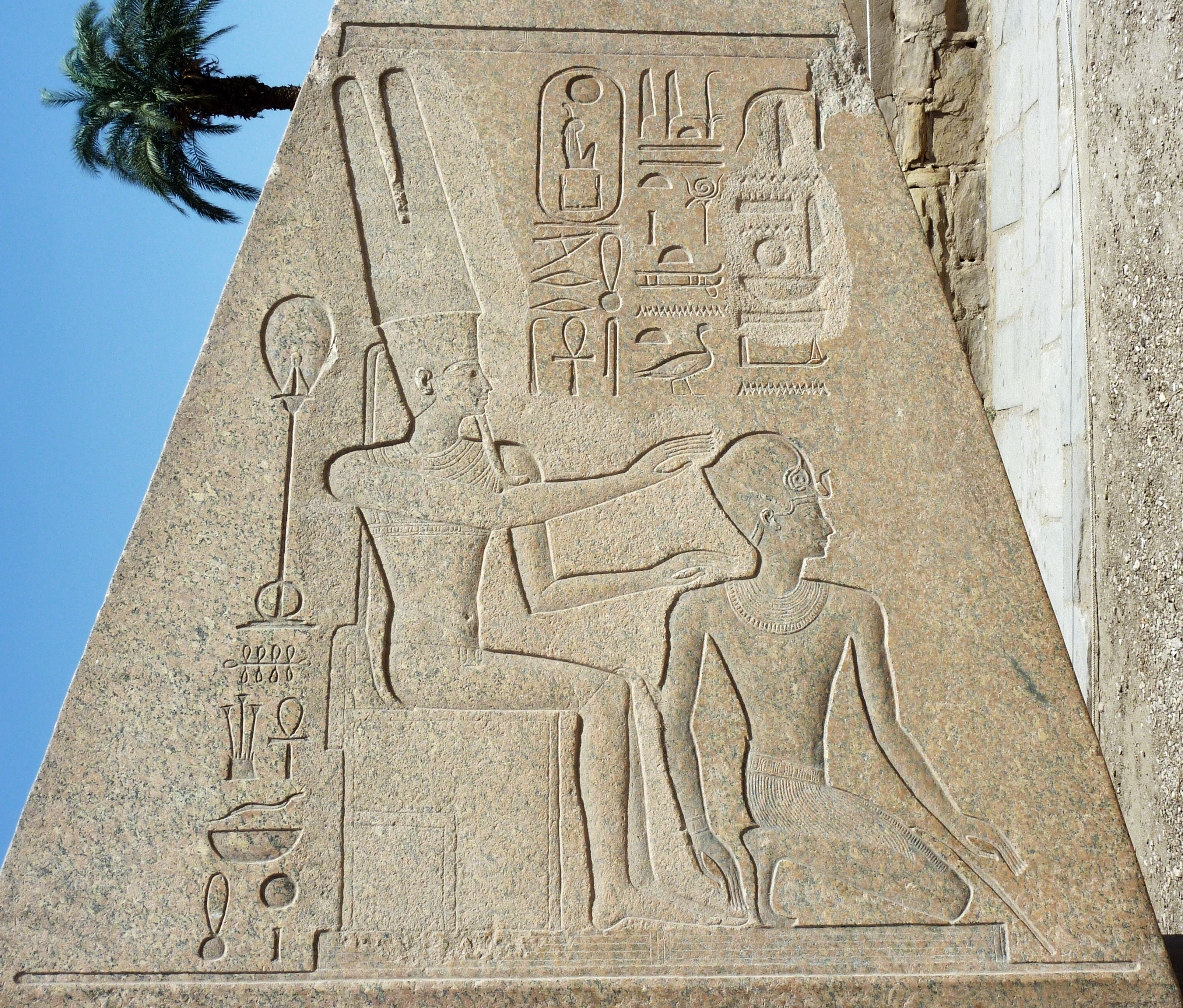
Sebbene T. sethi prenda il nome dal dio egizio Seth per via della sua grande cresta simile alla sua corona, Seth non indossava una corona del genere; lo cresta era invece più simile alla corona di Amon (a sinistra).

Il primo esemplare fossile conosciuto di questo pterosauro venne raccolto nel 1983, vicino alla città di Santana do Cariri nel bacino di Araripe, nel nord-est del Brasile. Trovato in affioramenti della Formazione Romualdo, è stato raccolto per un lungo periodo in più pezzi. L'esemplare (catalogato come DGM 1476-R al Museu de Ciências da Terra) era conservato in un nodulo calcareo, ed è costituito da un cranio conservatosi tridimensionalmente quasi completo (i fossili degli pterosauri rimangono spesso appiattiti dalla compressione durante la fossilizzazione), di cui mancano due segmenti della parte inferiore del cranio e della mascella e la parte anteriore della mandibola. La regione giugale sinistra e il ramo mandibolare destro sono spinti leggermente verso l'interno. Il cranio venne riportato per la prima volta in un libro italiano del 1984, e descritto e figurato preliminarmente nel 1990 dai paleontologi Alexander Kellner e Diogenes de Almeida Campos. Sebbene i pezzi del cranio siano stati divisi tra musei nord e sudamericani, furono assemblati per prima del 2002.
Nel 2002, Kellner e Campos descrissero e nominare il nuovo genere e specie Thalassodromeus sethi, eleggendo a olotipo il cranio DGM 1476-R. Il nome generico deriva dalle parole del greco antico θάλασσα/thálassa ossia "mare" e δρομεύς/dromeús ossia "corridore", il cui nome per intero significa "corridore del mare" in riferimento al presunto stile di caccia dell'animale. Il nome specifico fa riferimento al dio egizio Seth. L'esemplare non era completamente preparato al momento di questa descrizione preliminare. I descrittori originali scelsero il nome sethi perché la cresta dell'animale ricordava la corona indossata da Seth, sebbene i paleontologi André Jacques Veldmeijer, Marco Signore e Hanneke JM Meijer, nel 2005, sottolinearono che la corona (con i suoi due pennacchi più alti) era tipicamente indossata dal dio Amon (o Amon-Ra) e dalle sue manifestazioni, e non da Seth.

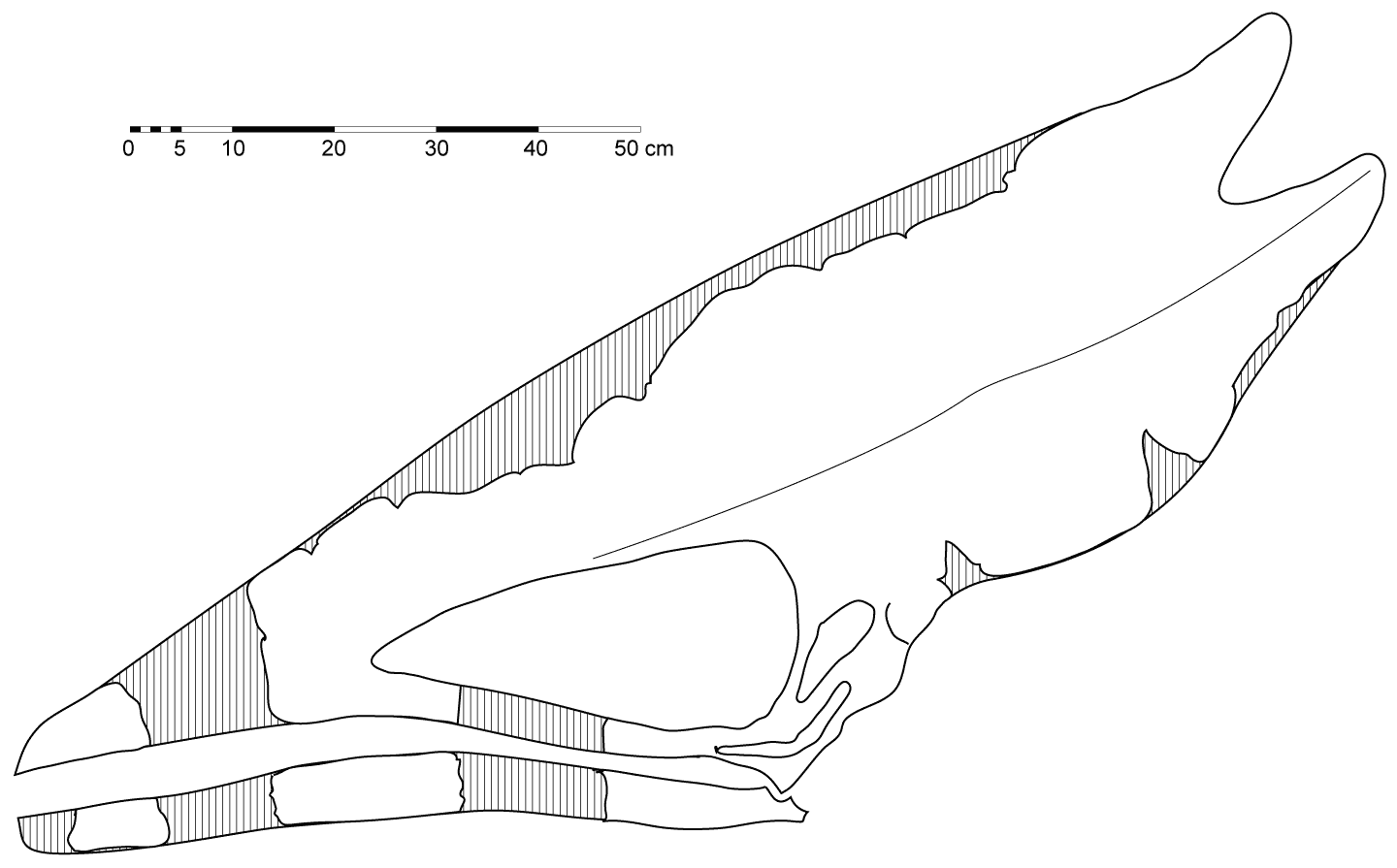
Diagramma del cranio olotipo di T. sethi (le linee tratteggiate rappresentano le parti mancanti), basato sulla sua interpretazione iniziale

Nel 2006, i paleontologi David M. Martill e Darren Naish suggerirono che Thalassodromeus fosse un sinonimo junior del genere correlato Tupuxuara, nominato da Kellner e Campos nel 1988 sulla base di fossili provenienti dalla stessa formazione. Secondo Martill e Naish, le differenze tra questi generi (comprese le due specie di Tupuxuara, T. longicristatus e T. leonardii) erano dovute all'ontogenesi (cambiamenti strutturali durante la crescita) e alla compressione dei fossili; Thalassodromeus era semplicemente un individuo più maturo, più grande e meglio conservato. Questa idea venne respinta da Kellner e Campos nel 2007, che sottolinearono che queste specie differivano in molte più caratteristiche oltre alle loro creste. Kellner e Campos fecero inoltre notare che un esemplare di Tupuxuara aveva un cranio ancora più grande di quello di Thalassodromeus (misurato dalla punta della premascella alla parte posteriore dell'osso squamosale), nonostante l'ipotesi di Martill e Naish sostenesse che quest'ultimo fosse un individuo più maturo. L'interpretazione di Kellner e Campos è stato da allora accettato da altri ricercatori, tra cui Martill e Naish.
Veldmeijer e colleghi hanno assegnato la parte anteriore di una mandibola raccolta dalla stessa formazione a T. sethi nel 2005, concludendo che sebbene i due esemplari differissero in diversi dettagli, le differenze non erano abbastanza significative per basare una nuova specie sulla mandibola, e che il nuovo esemplare colmasse il vuoto della ricostruzione del cranio di T. sethi di Kellner e Campos. I paleontologi Jaime A. Headden e Herbert BN Campos coniarono il nuovo binomio Banguela oberlii, basato sulla loro reinterpretazione della punta della mandibola come appartenente a un membro sdentato della famiglia Dsungaripteridae, nel 2014. Il nome generico è portoghese per "sdentato", mentre il nome specifico rende omaggio al collezionista privato Urs Oberli, che aveva donato l'esemplare al Naturmuseum St. Gallo (dove è catalogato come NMSG SAO 25109). Headden e Campos interpretarono la punta della mandibola di T. sethi come rivolta verso il basso; questa ed altre caratteristiche la distinguevano da quella di Banguela che puntava invece verso l'alto. Nella loro ridescrizione del 2018 del cranio olotipo di T. sethi ulteriormente preparato, i paleontologi Rodrigo V. Pêgas, Fabiana R. Costa e Kellner assegnarono B. oberlii a Thalassodromeus pur riconoscendolo come una specie distinta, e quindi crearono una nuova combinazione, T. oberlii. Pêgas e colleghi hanno anche respinto la teoria secondo cui la mandibola di T. sethi fosse rivolta verso il basso e hanno reinterpretato il pezzo più anteriore della mandibola per collegarsi direttamente con il pezzo successivo (senza spazi vuoti).

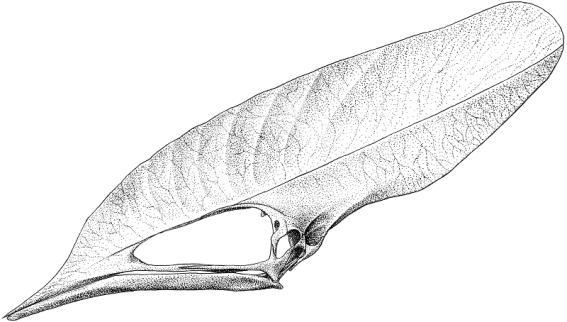
Ricostruzione del cranio di T. sethi, che mostra la possibile estensione della cresta intatta e delle mascelle rivolte verso il basso proposta da Headden, ma non supportata da Pêgas e colleghi

Nel 2015, i paleontologi Gerald Grellet Tinner e Vlad A. Codrea nominarono una nuova specie, T. sebesensis, sulla base di ciò che interpretarono come parte di una cresta cranica in una concrezione trovata vicino al fiume Sebeș, in Romania. Gli autori affermarono che questa scoperta estenderebbe considerevolmente l'areale e la longevità del genere Thalassodromeus, creando un divario di 42 milioni di anni tra le specie sudamericane più antiche e le specie europee più recenti. Il paleontologo Gareth J. Dyke e un folto gruppo di colleghi respinsero immediatamente l'identificazione pterosaurica del fossile di T. sebesensis, sostenendo invece che si trattasse di una parte erroneamente identificata di un piastrone (guscio inferiore) della tartaruga preistorica Kallokibotion bajazidi. L'idea che il frammento appartenesse a una tartaruga era stata considerata e respinta da Grellet-Tinnera e Codrea nella loro descrizione originale. Grellet-Tinnera e Codrea respinsero questa obiezione, osservando che quei ricercatori non avevano esaminato direttamente il fossile.

## Descrizione

Dimensioni di T. sethi a confronto con un essere umano

L'olotipo (e unico cranio conosciuto) di Thalassodromeus sethi è uno dei più grandi crani di pterosauro conosciuti. Si stima che l'intero cranio fosse lungo 1,42 metri; le ossa sono fuse insieme, indicando che l'individuo era adulto al momento della sua morte. Basandosi su pterosauri correlati, la sua apertura alare era compresa tra i 4,2 e i 4,5 metri, rendendo Thalassodromeus il membro più grande del suo clade, Thalassodromidae. Sebbene di proporzioni simili, il suo cranio era più pesante di quello del suo parente più prossimo, Tupuxuara. Sebbene lo scheletro postcranico (scheletro che non comprende il cranio) di Thalassodromeus sia sconosciuto, i suoi parenti più prossimi presentavano vertebre cervicali insolitamente corte e squadrate, con arti anteriori e posteriori ben sviluppati e quasi di ugual lunghezza (escluso il lungo dito che sosteneva l'ala). Gli arti posteriori erano l'80% della lunghezza degli arti anteriori, un rapporto unico tra gli pterodactyloidi (pterosauri dalla coda corta). Come tutti gli pterosauri, Thalassodromeus era probabilmente ricoperto di picnofibre, strutture analoghe alle piume ma più simili a peli, e le sue ali erano composte da ampie membrane vascolarizzate che si estendevano dalla punta del quarto dito iperallungato fino alle caviglie dell'animale.
Il cranio di T. sethi aveva un profilo aerodinamico, soprattutto dalla punta del muso al bordo anteriore della fenestra nasoantorbitale (apertura che univa la fenestra antorbitale davanti all'occhio con la narice ossea). La caratteristica più evidente del cranio era la grande cresta cranica, che correva lungo il bordo superiore del cranio, dalla punta del muso a oltre l'occipite nella parte posteriore del cranio, quasi raddoppiando la lunghezza e l'altezza del cranio. Con l'eccezione dello pterosauro Tupandactylus imperator (la cui cresta consisteva principalmente di tessuto molle), T. sethi aveva la cresta cranica proporzionalmente più grande di qualsiasi altro vertebrato conosciuto (75% della superficie laterale del cranio). La cresta era formata principalmente dalle premascelle (le ossa del muso più anteriori), dalle ossa frontali, dalle ossa parietali e da parte dell'osso sopraoccipitale. Le premascelle formavano la maggior parte della cresta, estendendosi fino alla parte posteriore del cranio, entrando in contatto con la parte frontoparietale della cresta mediante una sutura diritta (una caratteristica distintiva di questa specie). La cresta variava da 1 a 10,5 millimetri di spessore, inspessendosi nella giunzione tra premascella e frontoparietale, e assottigliandosi gradualmente verso il suo apice (ad eccezione della parte inferiore dietro l'occipite, dove la base era ben più spessa).

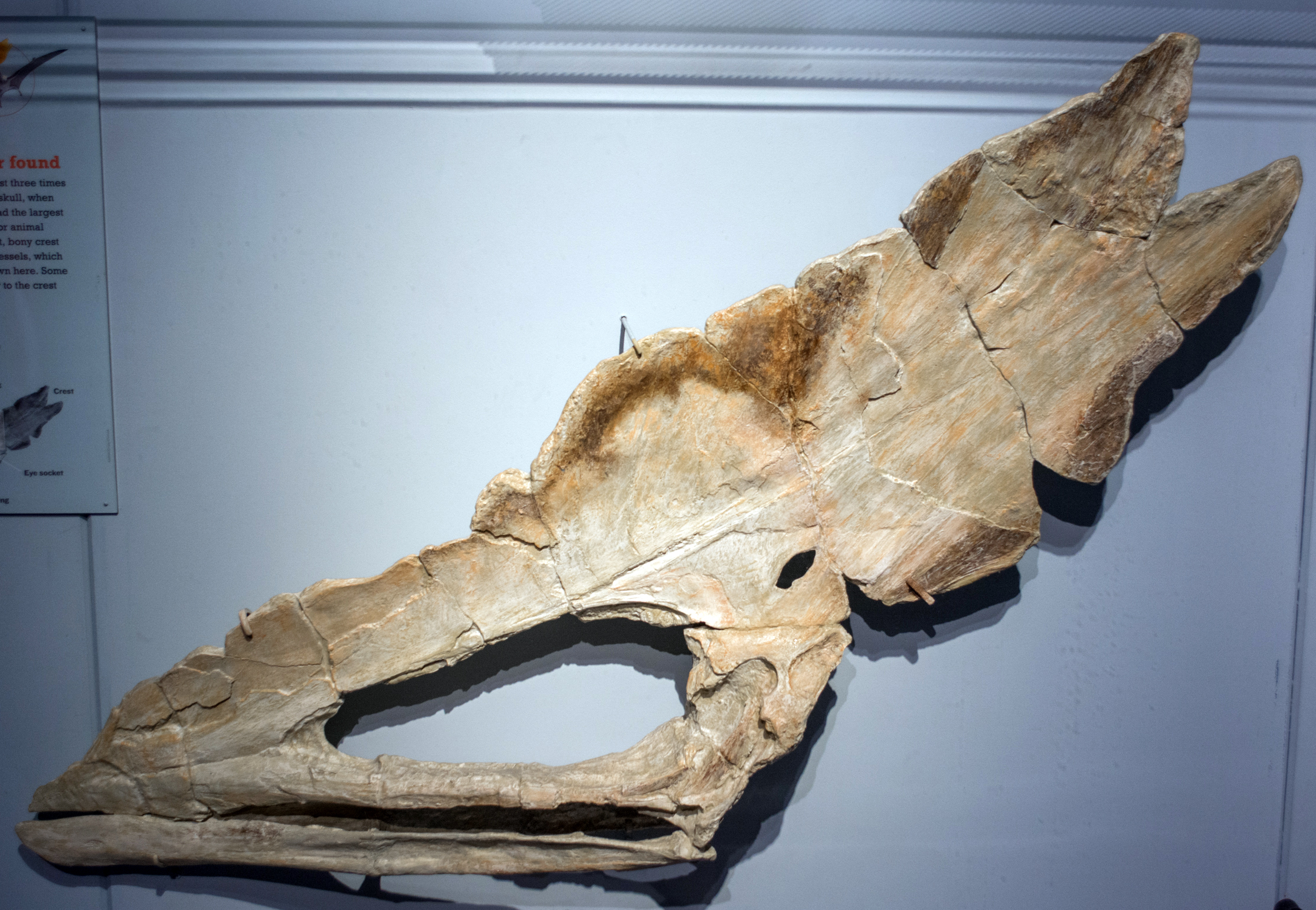
Calco del cranio olotipo di T. sethi, al Cleveland Museum of Natural History

Nonostante le sue dimensioni, la cresta era di costituzione leggera ed essenzialmente cava; alcune aree indicano segni di pneumatizzazione scheletrica e un sistema trabecolare ben sviluppato che unisce le ossa. La superficie della cresta presentava un sistema di canali di varia grandezza e spessore, che probabilmente rappresentano impronte di estesi vasi sanguigni. Una piccola apertura di 46 millimetri era presente sopra l'orbita, perforando la base della cresta; tale caratteristica non è presente in altri pterosauri e non sembra essere dovuta a danni dati dalla fossilizzazione. I margini di questa apertura sono lisci e il bordo interno presenta una finestratura che lo collega alla struttura interna della cresta. La parte posteriore della cresta terminava con una prominente tacca a forma di V, una caratteristica unica di questa specie. Sebbene altre parti della cresta presentino elementi mancanti a forma di V, la tacca a V all'estremità della cresta non sembra essere dovuta ad un artefatto della fossilizzazione; difatti, vi si possono vedere ancora i margini dell'osso, ancora racchiusi nella matrice. La cresta era probabilmente ricoperta da una guaina cheratinosa (cornea) e potrebbe essersi estesa ben oltre la superficie ossea tramite tessuti molli, sebbene l'estensione totale sia sconosciuta.
La mascella di T. sethi era principalmente composta dalla premascella e dal mascellare; la sutura che formava il confine tra queste ossa non è visibile. Come in tutti i membri del suo clade, le fauci erano edentule (senza denti). Il rostro (muso) era lungo 650 millimetri dalla punta della premascella all'articolazione in cui l'osso quadrato del cranio si collegava con l'osso articolare della mandibola. La parte anteriore della premascella aveva bordi superiori e inferiori affilati, unici per questa specie. Come nei generi correlati, la finestra nasoantorbitale era relativamente grande; lunga 650 millimetri e alta 200 millimetri, il 71% della lunghezza del cranio (esclusa la cresta). L'osso lacrimale, che separava l'orbita dalla finestra nasoantorbitale, era allungato verticalmente e più alto della superficie superiore dell'orbita (in contrasto con la condizione osservata negli pterodactyloidi con finestre nasoantorbitali più piccole). L'orbita era sottile e compressa dalla parte anteriore a quella posteriore rispetto a Tupuxuara e ai tapejaridi, ma simile ad alcuni di loro essendo più alta della metà della finestra nasoantorbitale. L'orbita era posizionata più in basso rispetto al margine superiore della finestra nasoantorbitale, e quindi molto in basso nel cranio in generale. Sebbene le ossa che delimitano la finestra temporale inferiore (un'apertura dietro l'orbita) fossero incomplete, sembra che fosse allungata e simile a una fessura (come in Tupuxuara e in Tapejara).

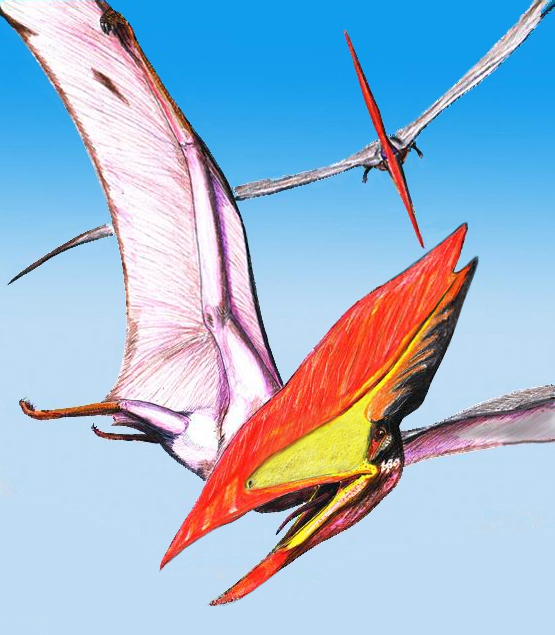
Ricostruzione artistica di due T. sethi in volo

L'area palatale sulla punta del muso di T. sethi era composta da una cresta affilata, simile alla chiglia vista sulla superficie superiore della sinfisi mandibolare dove le due metà della mandibola si univano. Piccoli forami simili a fessure (aperture) sui bordi laterali inferiori della cresta indicano che l'intera cresta era rivestita da una copertura cornea in vita, simile a quella di Tupandactylus. Il bordo inferiore dell'area era alquanto curvo, il che probabilmente creava un piccolo spazio quando le fauci erano chiuse. Più indietro, immediatamente davanti alla finestra nasoantorbitale, la cresta palatale diventava una più chiglia forte, smussata e convessa. Questa convessità si adattava alla mensola sinfisaria all'estremità anteriore della mandibola, che si sarebbero incastrate perfettamente quando le fauci si chiudevano. La cresta palatale terminava in un'area fortemente concava unica per questa specie. Le finestre postpalatine (aperture dietro l'osso palatino) erano ovali e molto piccole, diverse da quelle delle specie affini. L'ectopterigoideo (osso sul lato del palato) aveva grandi lati simili a placche ed era ben sviluppato rispetto alle specie affini. L'osso sopraoccipitale, che formava la base più arretrata della cresta cranica, presenta delle cicatrici muscolari alla sua base (probabilmente in corrispondenza agli attaccamenti dei muscoli del collo).
Sebbene la mandibola di T. sethi sia incompleta, la sua lunghezza totale è stimata a 670 millimetri, il 47% dei quali era occupato dalla sinfisi mandibolare. Manca la punta della mandibola, ma la sua superficie anteriore indica che potrebbe essere stata rivolta leggermente verso l'alto come in T. oberlii (la possibile seconda specie di Thalassodromeus, o genere a sé stante, Banguela, che è nota solo dalla punta della mandibola). La mensola sinfisaria, la superficie superiore della sinfisi, si estendeva per 170 millimetri e aveva una superficie piana. Visti dall'alto, i bordi laterali di quest'area erano alti e formavano un margine netto. In prossimità dell'estremità anteriore della sinfisi, i bordi che formavano i margini si allargavano verso la parte anteriore della mensola fino a incontrarsi e fondersi. Le superfici superiore e inferiore della mascella nella parte anteriore della mensola erano carenate (la chiglia superiore più robusta e inizia prima di quella inferiore), il che conferiva alla sinfisi una forma a lama. La chiglia inferiore era più profonda verso la parte anteriore della mascella, dando l'impressione che la mascella deviasse verso il basso; in realtà era dritta, fatta eccezione per la punta, forse, rivolta verso l'alto. Le fosse mandibolari (depressioni) nella parte posteriore della mascella erano più profonde e più larghe della media degli pterodactyloidi, creando ampie superfici con cui articolare la mandibola. La possibile specie T. oberlii differisce da T. sethi e altri parenti per la superficie superiore della sinfisi mandibolare leggermente più corta della superficie inferiore, ed era ulteriormente distinta da T. sethi per il bordo superiore della sinfisi molto più affilato del minore. Le due specie condividevano caratteristiche come la compressione della sinfisi lateralmente e dall'alto verso il basso, la chiglia affilata nella parte anteriore superiore della sinfisi e il piccolo solco che corre lungo la superficie superiore della mensola.

## Classificazione

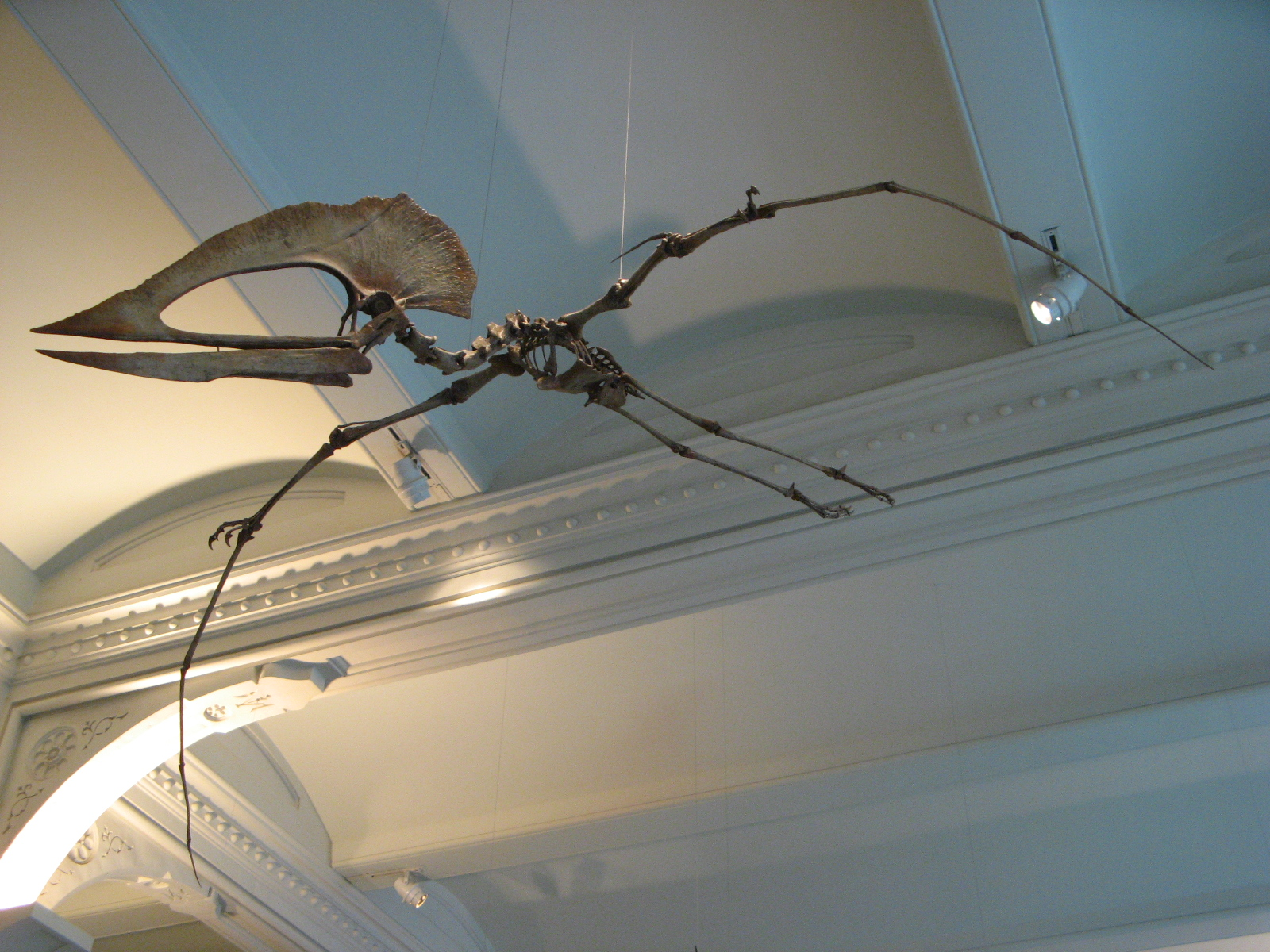
Scheletro del genere correlato Tupuxuara, all'American Museum of Natural History

La classificazione di Thalassodromeus e dei suoi parenti più stretti è una delle questioni più controverse per quanto riguarda il loro raggruppamento.[3] Originariamente, Kellner e Campos assegnarono Thalassodromeus alla famiglia Tapejaridae, per la sua grande cresta cranica e la grande finestra nasoantorbitale. All'interno di questo clade, notarono che l'animale differiva dal genere Tapejara, dalla muso più corto, ma condivideva una chiglia palatale con Tupuxuara. Kellner elaborò le relazioni all'interno di Tapejaridae nel 2004, notando che Thalassodromeus e Tupuxuara condividevano una cresta composta principalmente d'osso; le creste degli altri tapejaridi erano composte in gran quantità da tessuto molle.
Martill e Naish considerarono Tapejaridae un gruppo parafiletico (innaturale) nel 2006, e scoprirono che Tupuxuara (che includeva Thalassodromeus nella loro analisi) era il taxon gemello della famiglia Azhdarchidae. Questo clade (Tupuxuara e Azhdarchidae) venne nominato Neoazhdarchia dal paleontologo David Unwin nel 2003, una disposizione concordata da Martill e Naish. Secondo Martill, le caratteristiche che uniscono i membri di Neoazhdarchia includevano la presenza di un notarium (vertebre fuse nella regione della spalla), la perdita di contatto tra il primo e il terzo metacarpo (ossa della mano) e musi molto lunghi (oltre l'88% della lunghezza del cranio). Kellner e Campos difesero la validità di Tapejaridae nel 2007, dividendolo in due cladi: Tapejarinae e Thalassodrominae, quest'ultimo contenente Thalassodromeus (il genere tipo) e Tupuxuara, distinguendo i thalassodromini per le loro alte finestre nasoantorbitali e le loro creste ossee che partivano dalla parte anteriore del cranio e continuano più indietro, rispetto ad altri pterosauri.
L'interrelazione di questi cladi all'interno del clade più grande Azhdarchoidea è rimasta controversa e il clade contenente Thalassodromeus e Tupuxuara ricevette nomi diversi da diversi ricercatori (Thalassodrominae e Tupuxuaridae). Il paleontologo Mark Witton tentò di risolvere il problema della denominazione nel 2009, osservando che il nome "Tupuxuaridae" (usato per la prima volta nella forma vernacolare "tupuxuaridi" dal paleontologo Lü Junchang e colleghi nel 2006) non era mai stato validamente stabilito e Thalassodrominae dovrebbe essere il nome proprio (sebbene sia stato conferito un anno dopo). Witton ha ulteriormente convertito il nome della sottofamiglia Thalassodrominae, nel nome di famiglia Thalassodromidae, considerandola parte del clade Neoazhdarchia.
Un'analisi del 2011 del paleontologo Felipe Pinheiro e colleghi ha confermato il raggruppamento dei cladi Tapejarinae e Thalassodrominae nella famiglia Tapejaridae, affiancati dai Chaoyangopterinae. Uno studio del 2014 del paleontologo Brian Andres e colleghi ha invece scoperto che i thalassodromini andrebbero raggruppati con i dsungaripteridi, formando il clade Dsungaripteromorpha all'interno di Neoazhdarchia (definito come "il clade più inclusivo contenente Dsungaripterus weii ma non Quetzalcoatlus northropi").
Cladogramma basato sugli studi di Pinheiro e colleghi (2011):
|  | Thalassodromeus sethi                                                         |
|  |                                                                               |
|  | \| \| Tupuxuara deliradamus \| \| \| \| \| \| Tupuxuara leonardii \| \| \| \| |
|  |                                                                               |
|  | Tupuxuara deliradamus                                                         |
|  |                                                                               |
|  | Tupuxuara leonardii                                                           |
|  |                                                                               |

|  | Tupuxuara deliradamus |
|  |                       |
|  | Tupuxuara leonardii   |
|  |                       |

|  | Jidapterus      |
|  |                 |
|  | Shenzhoupterus  |
|  |                 |
|  | Chaoyangopterus |
|  |                 |

|  | Huaxiapterus                                               |
|  |                                                            |
|  | \| \| Tapejara \| \| \| \| \| \| Tupandactylus \| \| \| \| |
|  |                                                            |
|  | Tapejara                                                   |
|  |                                                            |
|  | Tupandactylus                                              |
|  |                                                            |

|  | Tapejara      |
|  |               |
|  | Tupandactylus |
|  |               |

|  | Huaxiapterus                                               |
|  |                                                            |
|  | \| \| Tapejara \| \| \| \| \| \| Tupandactylus \| \| \| \| |
|  |                                                            |
|  | Tapejara                                                   |
|  |                                                            |
|  | Tupandactylus                                              |
|  |                                                            |

|  | Tapejara      |
|  |               |
|  | Tupandactylus |
|  |               |

|  | Jidapterus      |
|  |                 |
|  | Shenzhoupterus  |
|  |                 |
|  | Chaoyangopterus |
|  |                 |

|  | Huaxiapterus                                               |
|  |                                                            |
|  | \| \| Tapejara \| \| \| \| \| \| Tupandactylus \| \| \| \| |
|  |                                                            |
|  | Tapejara                                                   |
|  |                                                            |
|  | Tupandactylus                                              |
|  |                                                            |

|  | Tapejara      |
|  |               |
|  | Tupandactylus |
|  |               |

|  | Huaxiapterus                                               |
|  |                                                            |
|  | \| \| Tapejara \| \| \| \| \| \| Tupandactylus \| \| \| \| |
|  |                                                            |
|  | Tapejara                                                   |
|  |                                                            |
|  | Tupandactylus                                              |
|  |                                                            |

|  | Tapejara      |
|  |               |
|  | Tupandactylus |
|  |               |

|  | Thalassodromeus sethi                                                         |
|  |                                                                               |
|  | \| \| Tupuxuara deliradamus \| \| \| \| \| \| Tupuxuara leonardii \| \| \| \| |
|  |                                                                               |
|  | Tupuxuara deliradamus                                                         |
|  |                                                                               |
|  | Tupuxuara leonardii                                                           |
|  |                                                                               |

|  | Tupuxuara deliradamus |
|  |                       |
|  | Tupuxuara leonardii   |
|  |                       |

|  | Jidapterus      |
|  |                 |
|  | Shenzhoupterus  |
|  |                 |
|  | Chaoyangopterus |
|  |                 |

|  | Huaxiapterus                                               |
|  |                                                            |
|  | \| \| Tapejara \| \| \| \| \| \| Tupandactylus \| \| \| \| |
|  |                                                            |
|  | Tapejara                                                   |
|  |                                                            |
|  | Tupandactylus                                              |
|  |                                                            |

|  | Tapejara      |
|  |               |
|  | Tupandactylus |
|  |               |

|  | Huaxiapterus                                               |
|  |                                                            |
|  | \| \| Tapejara \| \| \| \| \| \| Tupandactylus \| \| \| \| |
|  |                                                            |
|  | Tapejara                                                   |
|  |                                                            |
|  | Tupandactylus                                              |
|  |                                                            |

|  | Tapejara      |
|  |               |
|  | Tupandactylus |
|  |               |

|  | Jidapterus      |
|  |                 |
|  | Shenzhoupterus  |
|  |                 |
|  | Chaoyangopterus |
|  |                 |

|  | Huaxiapterus                                               |
|  |                                                            |
|  | \| \| Tapejara \| \| \| \| \| \| Tupandactylus \| \| \| \| |
|  |                                                            |
|  | Tapejara                                                   |
|  |                                                            |
|  | Tupandactylus                                              |
|  |                                                            |

|  | Tapejara      |
|  |               |
|  | Tupandactylus |
|  |               |

|  | Huaxiapterus                                               |
|  |                                                            |
|  | \| \| Tapejara \| \| \| \| \| \| Tupandactylus \| \| \| \| |
|  |                                                            |
|  | Tapejara                                                   |
|  |                                                            |
|  | Tupandactylus                                              |
|  |                                                            |

|  | Tapejara      |
|  |               |
|  | Tupandactylus |
|  |               |

|  | Thalassodromeus sethi                                                         |
|  |                                                                               |
|  | \| \| Tupuxuara deliradamus \| \| \| \| \| \| Tupuxuara leonardii \| \| \| \| |
|  |                                                                               |
|  | Tupuxuara deliradamus                                                         |
|  |                                                                               |
|  | Tupuxuara leonardii                                                           |
|  |                                                                               |

|  | Tupuxuara deliradamus |
|  |                       |
|  | Tupuxuara leonardii   |
|  |                       |

|  | Jidapterus      |
|  |                 |
|  | Shenzhoupterus  |
|  |                 |
|  | Chaoyangopterus |
|  |                 |

|  | Huaxiapterus                                               |
|  |                                                            |
|  | \| \| Tapejara \| \| \| \| \| \| Tupandactylus \| \| \| \| |
|  |                                                            |
|  | Tapejara                                                   |
|  |                                                            |
|  | Tupandactylus                                              |
|  |                                                            |

|  | Tapejara      |
|  |               |
|  | Tupandactylus |
|  |               |

|  | Huaxiapterus                                               |
|  |                                                            |
|  | \| \| Tapejara \| \| \| \| \| \| Tupandactylus \| \| \| \| |
|  |                                                            |
|  | Tapejara                                                   |
|  |                                                            |
|  | Tupandactylus                                              |
|  |                                                            |

|  | Tapejara      |
|  |               |
|  | Tupandactylus |
|  |               |

|  | Jidapterus      |
|  |                 |
|  | Shenzhoupterus  |
|  |                 |
|  | Chaoyangopterus |
|  |                 |

|  | Huaxiapterus                                               |
|  |                                                            |
|  | \| \| Tapejara \| \| \| \| \| \| Tupandactylus \| \| \| \| |
|  |                                                            |
|  | Tapejara                                                   |
|  |                                                            |
|  | Tupandactylus                                              |
|  |                                                            |

|  | Tapejara      |
|  |               |
|  | Tupandactylus |
|  |               |

|  | Huaxiapterus                                               |
|  |                                                            |
|  | \| \| Tapejara \| \| \| \| \| \| Tupandactylus \| \| \| \| |
|  |                                                            |
|  | Tapejara                                                   |
|  |                                                            |
|  | Tupandactylus                                              |
|  |                                                            |

|  | Tapejara      |
|  |               |
|  | Tupandactylus |
|  |               |

|  | Thalassodromeus sethi                                                         |
|  |                                                                               |
|  | \| \| Tupuxuara deliradamus \| \| \| \| \| \| Tupuxuara leonardii \| \| \| \| |
|  |                                                                               |
|  | Tupuxuara deliradamus                                                         |
|  |                                                                               |
|  | Tupuxuara leonardii                                                           |
|  |                                                                               |

|  | Tupuxuara deliradamus |
|  |                       |
|  | Tupuxuara leonardii   |
|  |                       |

|  | Jidapterus      |
|  |                 |
|  | Shenzhoupterus  |
|  |                 |
|  | Chaoyangopterus |
|  |                 |

|  | Huaxiapterus                                               |
|  |                                                            |
|  | \| \| Tapejara \| \| \| \| \| \| Tupandactylus \| \| \| \| |
|  |                                                            |
|  | Tapejara                                                   |
|  |                                                            |
|  | Tupandactylus                                              |
|  |                                                            |

|  | Tapejara      |
|  |               |
|  | Tupandactylus |
|  |               |

|  | Huaxiapterus                                               |
|  |                                                            |
|  | \| \| Tapejara \| \| \| \| \| \| Tupandactylus \| \| \| \| |
|  |                                                            |
|  | Tapejara                                                   |
|  |                                                            |
|  | Tupandactylus                                              |
|  |                                                            |

|  | Tapejara      |
|  |               |
|  | Tupandactylus |
|  |               |

|  | Jidapterus      |
|  |                 |
|  | Shenzhoupterus  |
|  |                 |
|  | Chaoyangopterus |
|  |                 |

|  | Huaxiapterus                                               |
|  |                                                            |
|  | \| \| Tapejara \| \| \| \| \| \| Tupandactylus \| \| \| \| |
|  |                                                            |
|  | Tapejara                                                   |
|  |                                                            |
|  | Tupandactylus                                              |
|  |                                                            |

|  | Tapejara      |
|  |               |
|  | Tupandactylus |
|  |               |

|  | Huaxiapterus                                               |
|  |                                                            |
|  | \| \| Tapejara \| \| \| \| \| \| Tupandactylus \| \| \| \| |
|  |                                                            |
|  | Tapejara                                                   |
|  |                                                            |
|  | Tupandactylus                                              |
|  |                                                            |

|  | Tapejara      |
|  |               |
|  | Tupandactylus |
|  |               |

Cladogramma basato sugli studi di Andres e colleghi (2014):
|  | Chaoyangopteridae |
|  |                   |
|  | Azhdarchidae      |
|  |                   |

|  | Dsungaripterus weii      |
|  |                          |
|  | Domeykodactylus ceciliae |
|  |                          |

|  | Noripterus parvus       |
|  |                         |
|  | Noripterus complicidens |
|  |                         |

|  | Dsungaripterus weii      |
|  |                          |
|  | Domeykodactylus ceciliae |
|  |                          |

|  | Noripterus parvus       |
|  |                         |
|  | Noripterus complicidens |
|  |                         |

|  | Thalassodromeus sethi                                                            |
|  |                                                                                  |
|  | \| \| Tupuxuara longicristatus \| \| \| \| \| \| Tupuxuara leonardii \| \| \| \| |
|  |                                                                                  |
|  | Tupuxuara longicristatus                                                         |
|  |                                                                                  |
|  | Tupuxuara leonardii                                                              |
|  |                                                                                  |

|  | Tupuxuara longicristatus |
|  |                          |
|  | Tupuxuara leonardii      |
|  |                          |

|  | Dsungaripterus weii      |
|  |                          |
|  | Domeykodactylus ceciliae |
|  |                          |

|  | Noripterus parvus       |
|  |                         |
|  | Noripterus complicidens |
|  |                         |

|  | Dsungaripterus weii      |
|  |                          |
|  | Domeykodactylus ceciliae |
|  |                          |

|  | Noripterus parvus       |
|  |                         |
|  | Noripterus complicidens |
|  |                         |

|  | Thalassodromeus sethi                                                            |
|  |                                                                                  |
|  | \| \| Tupuxuara longicristatus \| \| \| \| \| \| Tupuxuara leonardii \| \| \| \| |
|  |                                                                                  |
|  | Tupuxuara longicristatus                                                         |
|  |                                                                                  |
|  | Tupuxuara leonardii                                                              |
|  |                                                                                  |

|  | Tupuxuara longicristatus |
|  |                          |
|  | Tupuxuara leonardii      |
|  |                          |

|  | Chaoyangopteridae |
|  |                   |
|  | Azhdarchidae      |
|  |                   |

|  | Dsungaripterus weii      |
|  |                          |
|  | Domeykodactylus ceciliae |
|  |                          |

|  | Noripterus parvus       |
|  |                         |
|  | Noripterus complicidens |
|  |                         |

|  | Dsungaripterus weii      |
|  |                          |
|  | Domeykodactylus ceciliae |
|  |                          |

|  | Noripterus parvus       |
|  |                         |
|  | Noripterus complicidens |
|  |                         |

|  | Thalassodromeus sethi                                                            |
|  |                                                                                  |
|  | \| \| Tupuxuara longicristatus \| \| \| \| \| \| Tupuxuara leonardii \| \| \| \| |
|  |                                                                                  |
|  | Tupuxuara longicristatus                                                         |
|  |                                                                                  |
|  | Tupuxuara leonardii                                                              |
|  |                                                                                  |

|  | Tupuxuara longicristatus |
|  |                          |
|  | Tupuxuara leonardii      |
|  |                          |

|  | Dsungaripterus weii      |
|  |                          |
|  | Domeykodactylus ceciliae |
|  |                          |

|  | Noripterus parvus       |
|  |                         |
|  | Noripterus complicidens |
|  |                         |

|  | Dsungaripterus weii      |
|  |                          |
|  | Domeykodactylus ceciliae |
|  |                          |

|  | Noripterus parvus       |
|  |                         |
|  | Noripterus complicidens |
|  |                         |

|  | Thalassodromeus sethi                                                            |
|  |                                                                                  |
|  | \| \| Tupuxuara longicristatus \| \| \| \| \| \| Tupuxuara leonardii \| \| \| \| |
|  |                                                                                  |
|  | Tupuxuara longicristatus                                                         |
|  |                                                                                  |
|  | Tupuxuara leonardii                                                              |
|  |                                                                                  |

|  | Tupuxuara longicristatus |
|  |                          |
|  | Tupuxuara leonardii      |
|  |                          |

Nel loro studio del 2018, Pêgas e colleghi hanno mantenuto Tapejarinae e Thalassodrominae come parte di Tapejaridae, ma hanno riconosciuto che l'argomento era ancora controverso.

## Paleobiologia

### Funzione della cresta

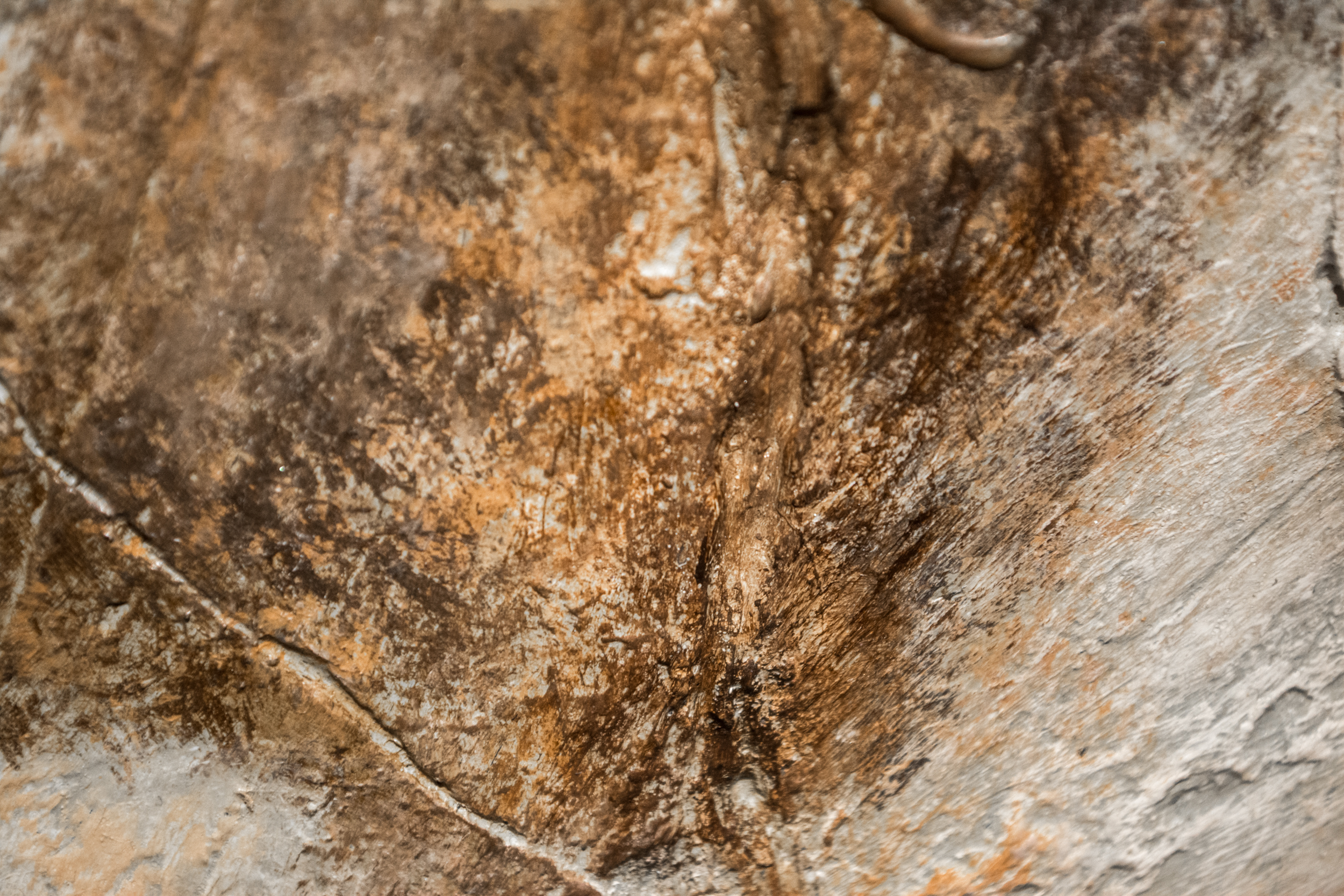
Vasi sanguigni sulla cresta dell'olotipo di T. sethi

Kellner e Campos nel 2002, propose diverse possibili funzioni per la cresta cranica di Thalassodromeus, suggerendo che la rete di vasi sanguigni sull'ampia superficie della cresta fossero un'indicazione del suo uso nella termoregolazione, ipotesi suggerita anche altri dinosauri crestati. Kellner e Campos ipotizzarono che la cresta fosse utilizzata dall'animale per rinfrescarsi (consentendo all'animale di dissipare il calore metabolico in eccesso attraverso la convezione), mentre il trasferimento di calore era controllato da (e dipendeva) dalla rete di vasi sanguigni. La capacità di controllare la sua temperatura corporea avrebbe aiutato Thalassodromeus durante attività intense (come la caccia), suggerendo che, durante il volo, il calore sarebbe stato disperso più efficacemente se la cresta fosse stata allineata con il vento, mentre la testa fosse volutamente spostata ai lati. Kellner e Campos ipotizzarono anche la cresta avesse funzioni aggiuntive, come il riconoscimento visivo; se vivacemente colorata in vita, la cresta sarebbe stata utilizzata nel riconoscimento intraspecifico, e potrebbe anche essere stata una caratteristica sessualmente dimorfica (diversa a seconda del sesso), come è stato proposto per Pteranodon.
Nel 2006, Martill e Naish scoprirono che le creste di Tupuxuara e dei suoi parenti si sviluppavano dalla porzione premascellare delle del muso sviluppandosi all'indietro sopra il tetto del cranio (come indicato dalla sutura ben definita tra la premascella e le ossa sottostanti). Il margine posteriore della parte premascellare della cresta di questo esemplare aveva raggiunto solo il margine posteriore della finestra nasoantorbitale, indicando che non era ancora un adulto al momento della morte. Ciò suggerisce che lo sviluppo della cresta avveniva in ritardo nella crescita di un individuo, ed era probabilmente correlato alla maturità sessuale dell'individuo. L'olotipo di T. sethi, con la sua cresta premascellare ipertrofica (allargata), rappresenterebbe quindi un individuo adulto anziano (e lo stadio maturo di Tupuxuara, secondo alcune interpretazioni). Kellner e Campos trovarono interessante la discussione di Martill e Naish sullo sviluppo della cresta cranica, sebbene trovassero speculativo il modello proposto.
I paleontologi David WE Hone, Naish e Innes C. Cuthill ribadito l'ipotesi di crescita di Martill e Naish nel 2012; poiché gli pterosauri erano probabilmente precoci e in grado di volare poco dopo la schiusa, il ruolo della cresta era rilevante solo dopo la maturità sessuale (quando la struttura era completamente cresciuta), ritenendo quindi l'ipotesi della termoregolazione una spiegazione improbabile per i canali dei vasi sanguigni sulla cresta, trovando invece più probabile che portassero il nutrimento per i tessuti in crescita della cresta (come la cheratina nei becchi degli uccelli). Hone, Naish e Cuthill suggerirono che le membrane delle ali e il sistema di sacche d'aria sarebbero stati più efficaci nel controllare il calore rispetto a una cresta, e anche il vento e l'acqua avrebbero potuto aiutare a raffreddare gli pterosauri in ambienti marittimi ad alta temperatura. Nel 2013, Witton convenne che le creste più grandi dei thalassodromidi adulti indicavano che erano più importanti per le attività comportamentali che per la loro fisiologia. Trovava problematica l'idea che le creste fossero utilizzate per la termoregolazione, poiché non crescevano regolarmente con le dimensioni del corpo, crescendo invece ad un ritmo più veloce negli adolescenti, più velocemente di quanto sarebbe previsto per la crescita di una struttura termoregolatrice. Secondo Witton, le grandi membrane alari altamente vascolari degli pterosauri fornirebbero la superficie necessaria per la termoregolazione, il che significa che le creste non erano necessarie per quella funzione. Concluso che i modelli dei vasi sanguigni della cresta non differivano molto da quelli osservati sulle ossa sotto i becchi degli uccelli, che vengono utilizzati per trasportare i nutrienti alle ossa e ai tessuti molli piuttosto che per la termoregolazione. Witton ha notato che sebbene i becchi degli uccelli perdano calore rapidamente, non è per questo che sono stati sviluppati; le creste degli pterosauri potrebbero anche aver avuto un effetto sulla termoregolazione, senza che questa fosse la loro funzione primaria.

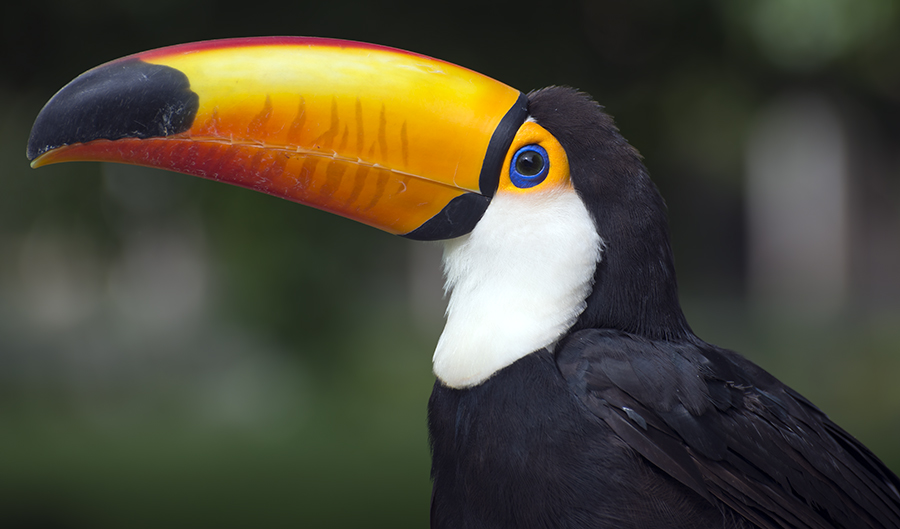
La cresta di T. sethi è stata paragonata al becco di un tucano

Pêgas e colleghi notarono che per alcuni pterosauri è stato proposto il dimorfismo sessuale in base alle dimensioni e alla forma della cresta; la forma della cresta vista nell'olotipo di T. sethi può essere correlata a un sesso e potrebbe essere stata il risultato della selezione sessuale. Pêgas e colleghi suggerirono che entrambi i sessi avrebbero potuto avere creste simili a causa della reciproca selezione sessuale, ma l'interpretazione di caratteristiche così esagerate è difficile a causa della mancanza di esemplari; bisognerebbe trovare più esemplari di T. sethi per valutare queste teorie. Inoltre, Pêgas rigettò l'idea che la termoregolazione fosse correlata alla crescita della cresta rispetto alle dimensioni del corpo, dal momento che i becchi dei tucani (che hanno il becco più grande in proporzione al resto del corpo) crescono drasticamente in modo sproporzionato rispetto alle dimensioni del corpo e funzionano come strutture termoregolatrici, oltre a facilitare l'alimentazione e il comportamento sociale. Pêgas e colleghi hanno trovato la struttura vascolare dei becchi di tucano paragonabile a quella della cresta di T. sethi, concludendo che anche la cresta di T. sethi aveva molteplici funzioni.

### Alimentazione e dieta

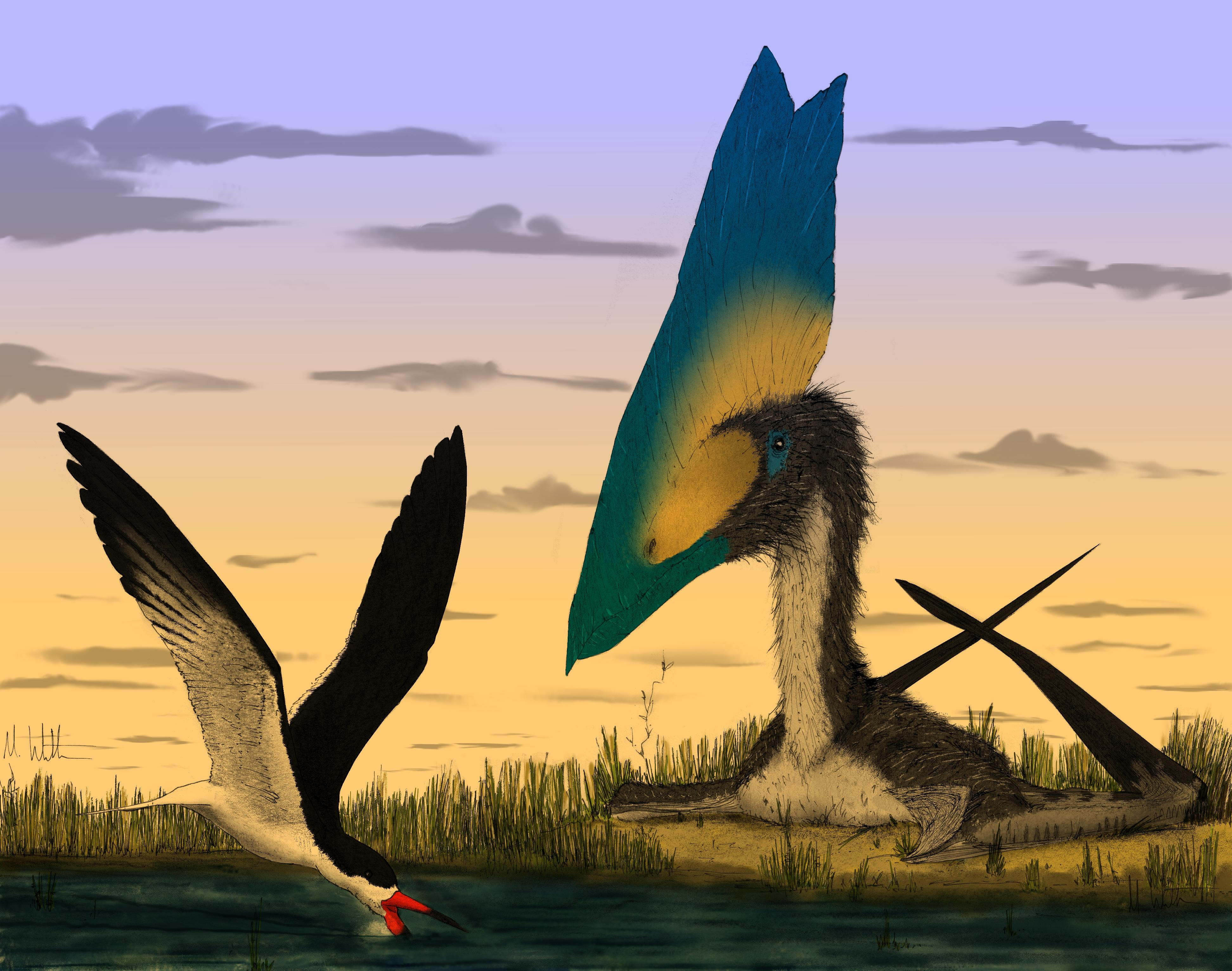
Inizialmente è stato suggerito che T. sethi (a destra) si nutrisse come un moderno becco a cesoia (a sinistra), ma questa teoria è stata criticata per mancanza di prove concrete

Inizialmente, Kellner ipotizzò che Thalassodromeus cacciasse in modo analogo al becco a cesoia moderno; trascinando la sua mandibola sulla superficie dell'acqua mentre volava, per pescare. Tuttavia, successive ricerche sull'anatomia della mascella e del collo dell'animale hanno suggerito che per tali pterosauri, questo metodo di alimentazione era impossibile a causa del trascinamento, e la spesa energetica sarebbe troppo elevata. Piuttosto, Thalassodromeus sembra aver avuto una specializzazione per cacciare a terra, come gli Azhdarchidae, convergendo anche nelle proporzioni delle gambe e delle potenti mascelle. Ciò potrebbe suggerire una tendenza raptoriale simili a quelle dei phorusrhacidi.